# Olympische Winterspiele 1992/Teilnehmer (Spanien)
| Gelbes Symbol für Goldmedaillen mit stilisierten Olympischen Ringen | Graues Symbol für Silbermedaillen mit stilisierten Olympischen Ringen | Braundes Symbol für Bronzemedaillen mit stilisierten Olympischen Ringen |
| ------------------------------------------------------------------- | --------------------------------------------------------------------- | ----------------------------------------------------------------------- |
| —                                                                   | —                                                                     | 1                                                                       |

Spanien nahm an den Olympischen Winterspielen 1992 im französischen Albertville mit 17 Athleten teil.

## Flaggenträger
Die Skifahrerin Blanca Fernández Ochoa trug die Flagge Spaniens während der Eröffnungsfeier im Parc Olympique.

## Medaillengewinner

### Bronze
- Blanca Fernández Ochoa: Ski Alpin, Frauen, Slalom

## Teilnehmer nach Sportarten

### Freestyle-Skiing
Herren:
- Rafael Herrero
Buckelpiste: 31. Platz
- José Rojas
Buckelpiste: 45. Platz

### Ski Alpin
Damen:
- Blanca Fernández Ochoa
Slalom: 3. Platz – 1:33,35 min
Riesenslalom: 12. Platz – 2:15,41 min
- Emma Bosch
Riesenslalom: 24. Platz – 2:22,82 min
Super G: 35. Platz – 1:28,45 min
- Silvia del Rincon
Slalom: 23. Platz – 1:39,22 min
Riesenslalom: 26. Platz – 2:23,20 min
- Ainhoa Ibarra
Slalom: 26. Platz – 1:41,19 min
Riesenslalom: 24. Platz – 2:22,82 min
Super G: 29. Platz – 1:26,96 min

Herren:
- Ricardo Campo
Slalom: 31. Platz – 1:54,52 min
Riesenslalom: 32. Platz – 2:17,77 min
Super G: 34. Platz – 1:17,11 min
Abfahrt: 30. Platz – 1:54,89 min
Kombination: 23. Platz – 104,61
- Abraham Fernández
Slalom: 27. Platz – 1:52,97 min
Kombination: Ausgeschieden
- Ovidio García
Slalom: Ausgeschieden
- Jorge Pujol
Slalom: 28. Platz – 1:53,01 min
Riesenslalom: Ausgeschieden
Super G: 35. Platz – 1:17,15 min
Kombination: 17. Platz – 72,07
- Vicente Tomas
Riesenslalom: 27. Platz – 2:15,55 min
Super G: 38. Platz – 1:17,54 min
- Xavier Ubeira
Riesenslalom: 31. Platz – 2:17,06 min
Super G: Disqualifiziert

### Ski Nordisch

#### Langlauf
Herren:
- Antonio Cascos
10 km klassisch: 76. Platz – 34:18,5 min
50 km Freistil: 51. Platz – 2:22:59,0 min
15 km Verfolgungsrennen: 70. Platz – 1:16:36,0 min
4 × 10 km Staffel: 14. Platz – 1:52:05,3 min
- Juan Jesús Gutiérrez
10 km klassisch: 39. Platz – 31:02,6 min
50 km Freistil: 19. Platz – 2:11:42,1 min
15 km Verfolgungsrennen: 37. Platz – 1:10:53,5 min
4 × 10 km Staffel: 14. Platz – 1:52:05,3 min
- Jordi Ribó
10 km klassisch: 68. Platz – 32:33,9 min
30 km klassisch: 46. Platz – 1:31:52,4 min
50 km Freistil: 38. Platz – 2:16:58,8 min
15 km Verfolgungsrennen: 61. Platz – 1:14:03,7 min
4 × 10 km Staffel: 14. Platz – 1:52:05,3 min
- Carlos Vicente
10 km klassisch: 56. Platz – 31:56,2 min
30 km klassisch: 57. Platz – 1:33:33,3 min
15 km Verfolgungsrennen: 58. Platz – 1:13:47,4 min
4 × 10 km Staffel: 14. Platz – 1:52:05,3 min

### Rennrodeln
Herren:
- Pablo García
Einsitzer: 25. Platz – 3:08,310 min